# Elizabeth Chadwick
Elizabeth Chadwick, brittisk författare. Bor i Nottingham, England med sina två söner och äkta man.
Har skrivit många böcker varav några har översatts till svenska. Dessa är Barnbruden, Lord Guyons dotter, Bröllopstunikan, Skuggornas borg, Erövringen, Ljusets döttrar, Guldkorset och Kärleksknuten.
Ända sen Elizabeth var liten har hon varit intresserad av att skriva om medeltiden. Barnbruden var hennes debut och för den tilldelades hon The Betty Trask Award för bästa historiska underhållningsroman.